# UFC 34
UFC 34: High Voltage foi um evento de artes marciais mistas promovido pelo Ultimate Fighting Championship, ocorrido em 2 de novembro de 2001 no MGM Grand Garden Arena em Paradise, Nevada. O evento foi transmitido ao vivo no pay per view para os Estados Unidos, e depois lançado para home video.

## Background
O card contou com duas lutas por título, Randy Couture enfrentou Pedro Rizzo pelo Cinturão Peso Pesado do UFC, e Matt Hughes enfrentou Carlos Newton pelo Cinturão Meio Médio do UFC. O UFC 34 marcou a primeira apearição do futuro Campeão Peso Pesado Frank Mir. A transmissão teve problemas técnicos, como os comentaristas mal podiam ser ouvidos, consistentemente sendo sendo abafada pelo público e anel de ruído. No entanto, foi claramente ouvido de Matt Hughes em seu córner que "estava apagado", após vencer por nocaute técnico. Esta afirmação está de acordo com Carlos Newtons, que acreditava que Hughes estava "nocauteado", e levando a cabeça de Newton a colidir com as grades.

## Resultados
Nota 1 Pelo Cinturão Peso-Pesado do UFC.

Nota 2 Pelo Cinturão Meio-Médio do UFC.

## Ligações Externas
1. ↑  Nota 1
2. ↑  Nota 2